# Manastir (Prilep)

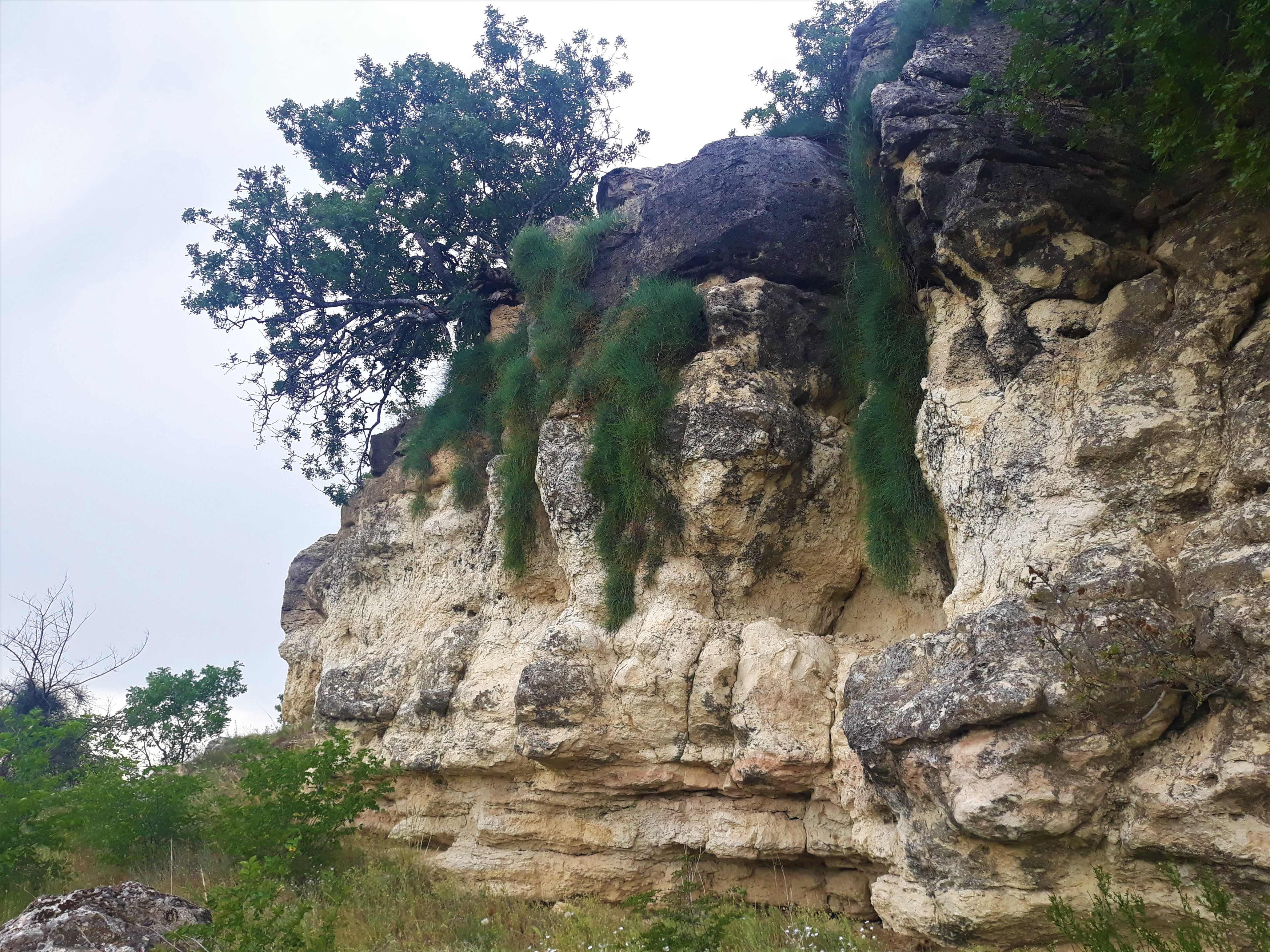
Site fossile à Manastir : une séquence volcano-sédimentaire avec les niveaux de terre diatomée. Mai 2022.

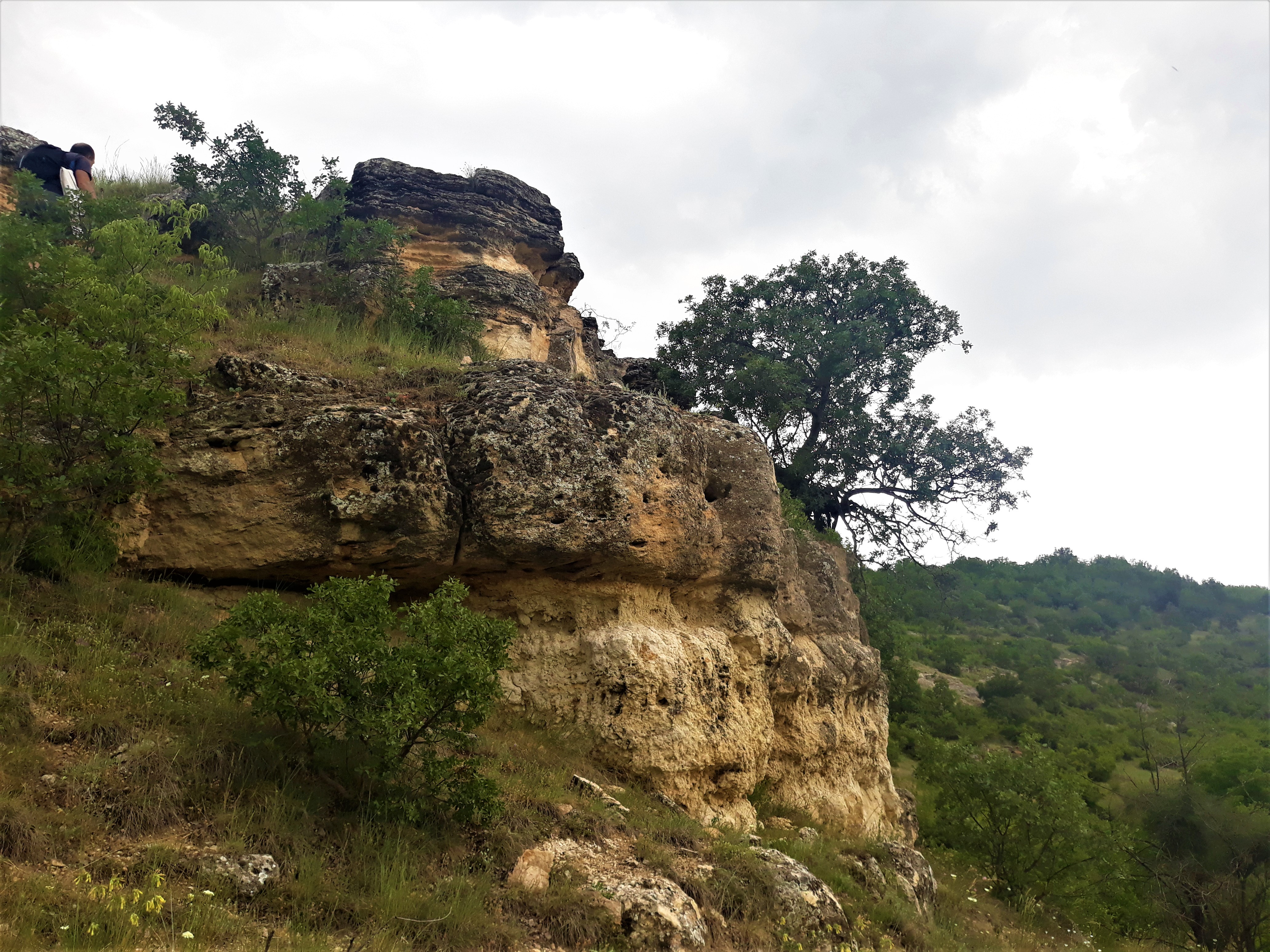
Même chose, vu différemment.

Manastir (en macédonien Манастир) est un village du sud de la Macédoine du Nord, situé dans la municipalité de Prilep. Le village comptait 4 habitants en 2002.

## Démographie
Lors du recensement de 2002, le village comptait :
- Macédoniens : 4